# 名護市立屋我地中学校
名護市立屋我地中学校(なごしりつ やがじちゅうがっこう)は、沖縄県名護市の屋我地島にある中学校。略称は屋我地中。屋我地島内での唯一の中学校であるが、区域がほぼ島内に限られているため、生徒数は少ない。付近に幼稚園、小学校がある。

## 概要
屋我地島を校区とする中学校である。2016年度より小中一貫校である名護市立小中一貫教育校屋我地ひるぎ学園へ移行した。

## 沿革

### 経緯
名護市立屋我地中学校は、第二次世界大戦降伏後の学制改革によって、設立された。

### 年表
- 1948年4月8日 - 屋我地村立屋我地中学校開校。
- 1970年8月1日 - 名護市立屋我地中学校に改称
- 2016年4月 - 小中一貫校である名護市立小中一貫教育校屋我地ひるぎ学園へ移行

## 教育目標
- 自ら学ぶ生徒・・・・(知)
- 心豊かな生徒・・・・(徳)
- 進んで鍛える生徒・・(体)

## 部活動
- バスケットボール（男子、女子）

## 通学区域
- 名護市立屋我地小学校の校区[2]

## 交通

### 路線バス
各路線の詳細は琉球バス交通、沖縄バスを参照。
屋我地支所前バス停
- 72番 (屋我地線)　琉球バス交通、沖縄バス

## 出身者
- 玉城知尚（大相撲、間垣部屋）
- 玉城知幸（大相撲、間垣部屋）